# Елецкая улица (Москва)
Еле́цкая у́лица (до 3 января 1977 года — проектируемый проезд № 5389) — улица в Южном административном города Москвы на территории района Орехово-Борисово Южное и на его границе с районом Зябликово.

## История
Улица получила своё название 3 января 1977 года по старинному городу Елец Липецкой области в связи с расположением на юго-востоке Москвы.

## Расположение
Елецкая улица, являясь продолжением Борисовского проезда, проходит от Орехового бульвара на юго-восток, пересекает Воронежскую и Ясеневую улицы и оканчивается, не доходя до МКАД. Бо́льшая часть улицы расположена на территории района Орехово-Борисово Южное, по короткому участку у Орехового бульвара проходит граница между районами Зябликово и Орехово-Борисово Южное. Нумерация домов начинается от Борисовского проезда.

## Примечательные здания и сооружения
По нечётной стороне:
- д. 21 — детский сад № 1971;
- д. 31, к. 2 — центр образования «Царицыно»;
- д. 35, к. 1 — детская поликлиника № 107.

По чётной стороне:
- д. 10, к. 2 — дом ребёнка № 25;
- д. 12, к. 3 — школа № 886;
- д. 26а — пожарная часть № 7.

## Транспорт

### Автобус
- с819: от Воронежской улицы до Ясеневой улицы и обратно.
- 828: от Воронежской улицы до Ясеневой улицы и обратно.
- 837: от Орехового бульвара до Воронежской улицы и обратно.
- с894: от Орехового бульвара до Ясеневой улицы и обратно.
- 899: от Орехового бульвара до Ясеневой улицы и обратно.

### Метро
- Станция метро «Домодедовская» Замоскворецкой линии — северо-западнее улицы, на пересечении Каширского шоссе и Орехового бульвара.
- Станции метро «Зябликово» Люблинско-Дмитровской линии и «Красногвардейская» Замоскворецкой линии (соединены переходом) — северо-восточнее улицы, на пересечении Воронежской и Ясеневой улиц (выход со станции «Зябликово») и на пересечении Орехового бульвара с улицей Мусы Джалиля и Ясеневой улицей (выход со станции «Красногвардейская»).